# Gambit Staunton
El gambit Staunton és una obertura d'escacs caracteritzada pels moviments:
1.d4 f5 (la defensa holandesa)
2.e4!?
Les blanques sacrifiquen un peó a canvi d'un ràpid desenvolupament, esperant llançar un atac contra el flanc de rei negre, que ha quedat en certa manera afeblit per 1...f5.
Les negres poden declinar el gambit amb 2...d6, transposant a la defensa Balogh; o 2...e6, transposant a la defensa Kingston. Però acceptar el peó amb 2...fxe4 és considerat millor que transposar a qualsevol de les dues defenses precitades.
Tot i que el gambit Staunton fou durant una època una arma temuda a disposició de les blanques, però d'ençà que la teoria ha mostrat com neutralitzar-lo, les blanques puntuen només un 50% amb ell.
Els Codis ECO pel gambit Staunton són A82 i A83.
|  |

## Gambit acceptat
Després de 2...fxe4, el joc continua normalment 3.Cc3 Cf6.

### Línia principal (4.Ag5)
La línia principal continua amb 4.Ag5, jugada per primer cop per Howard Staunton contra Bernhard Horwitz a Londres, 1846.
Després de 4.Ag5, una trampa habitual és 4...d5? 5.Axf6 exf6 6.Dh5+ g6 7.Dxd5 Dxd5 8.Cxd5, quan les blanques han recuperat el seu peó, i ataquen ara simultàniament els de c7 i f6, de manera que quedaran amb un peó d'avantatge. En canvi, les negres usualment trien de desenvolupar-se ràpidament i enfortir el seu flanc de rei, retornant el peó si calgués, amb 4...Cc6 5.d5 (les blanques poden recuperar el peó amb 5.Axf6 exf6 6.Cxe4, però les negres tindran la parella d'alfils i una sòlida posició) 5...Ce5 6.Dd4 cf7, mentre que 6.De2 és una alternativa moderna.

### 4.f3
Les blanques poden triar també 4.f3 a l'estil del gambit Blackmar-Diemer, on les blanques obtenen bona compensació després de 4...exf3. Per tant, les negres fan generalment 4...d5! 5.fxe4 dxe4. Les negres podrien també triar 4...e3, retornant el peó per tal d'entorpir el desenvolupament blanc.

### 4.g4?!
4.g4?! (l'atac a la baioneta) no proporciona compensació suficient després de 4...h6!